# فلاديمير أنتوشين
فلاديمير أنتوشين Vladimir Sergeyevich Antoshin كان لاعب شطرنج سوفييتي حمل لقب أستاذ كبير. ولد في 14 مايو 1929 ومات في 13 مايو 1994. شارك في دورة أورلان باتور للشطرنج عام 1965، ودورة زينوفيتس للشطرنج عام 1966. يعد من منظري ومؤلفي كتب الشطرنج. سمي باسمه تفريعتين أحدهما من دفاع فيليدور والآخر من الدفاع الهولندي.

## وصلات خارجية
- فلاديمير أنتوشين على موقع مباريات الشطرنج (الإنجليزية)
- فلاديمير أنتوشين على موقع 365Chess.com (الإنجليزية)
- فلاديمير أنتوشين على موقع Chesstempo.com (الإنجليزية)